# Lipotriches albitarsis
Lipotriches albitarsis là một loài Hymenoptera trong họ Halictidae. Loài này được Friese mô tả khoa học năm 1930.